# Crash Love
Crash Love è l'ottavo album discografico in studio del gruppo musicale statunitense AFI, pubblicato nel 2009.

## Tracce
1. Torch Song – 3:45
2. Beautiful Thieves – 3:46
3. End Transmission – 3:47
4. Too Shy to Scream – 2:57
5. Veronica Sawyer Smokes – 2:44
6. Okay, I Feel Better Now – 4:31
7. Medicate – 4:20
8. I Am Trying Very Hard to Be Here – 2:43
9. Sacrilege – 3:27
10. Darling, I Want to Destroy You – 3:43
11. Cold Hands – 3:32
12. It Was Mine – 3:53

## Gruppo
- Davey Havok - voce
- Jade Puget - chitarra
- Hunter Burgan - basso
- Adam Carson - batteria

## Classifiche
- Billboard 200 - #12